# Roztrząsacz obornika

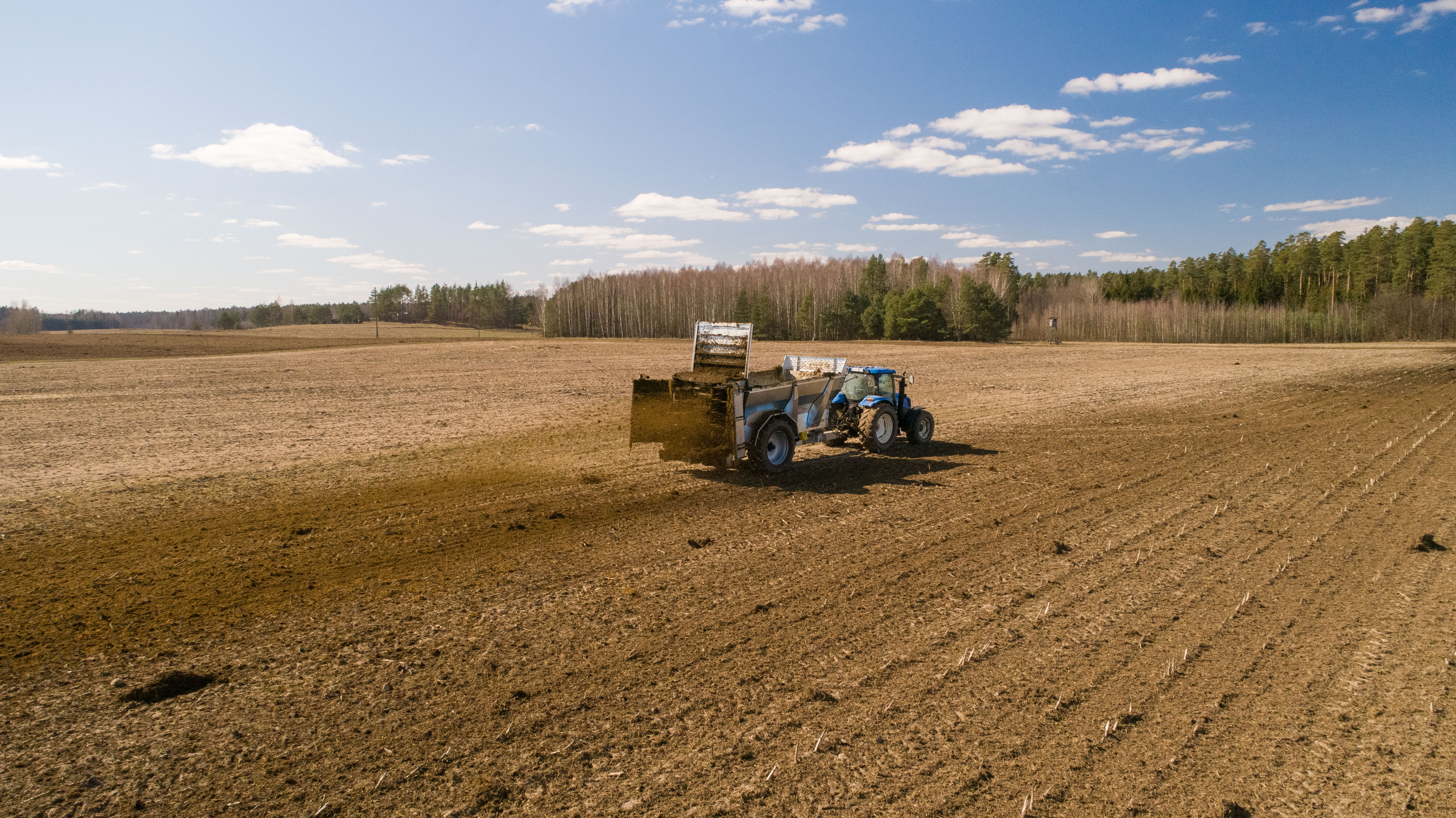
Rozrzutnik obornika Cynkomet N-114 "ZEUS" Podczas pracy w polu.

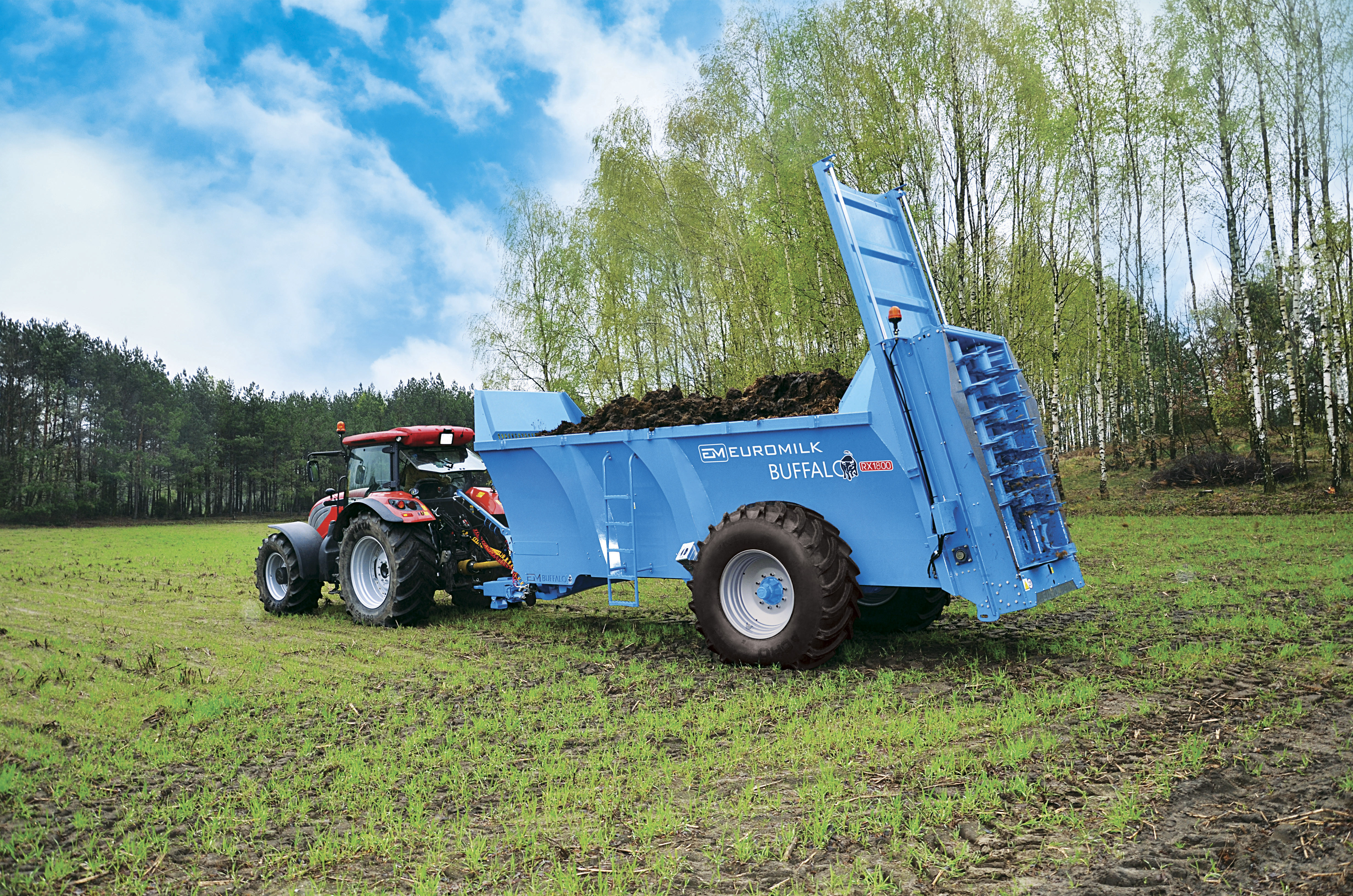
Rozrzutnik obornika EUROMILK podczas pracy

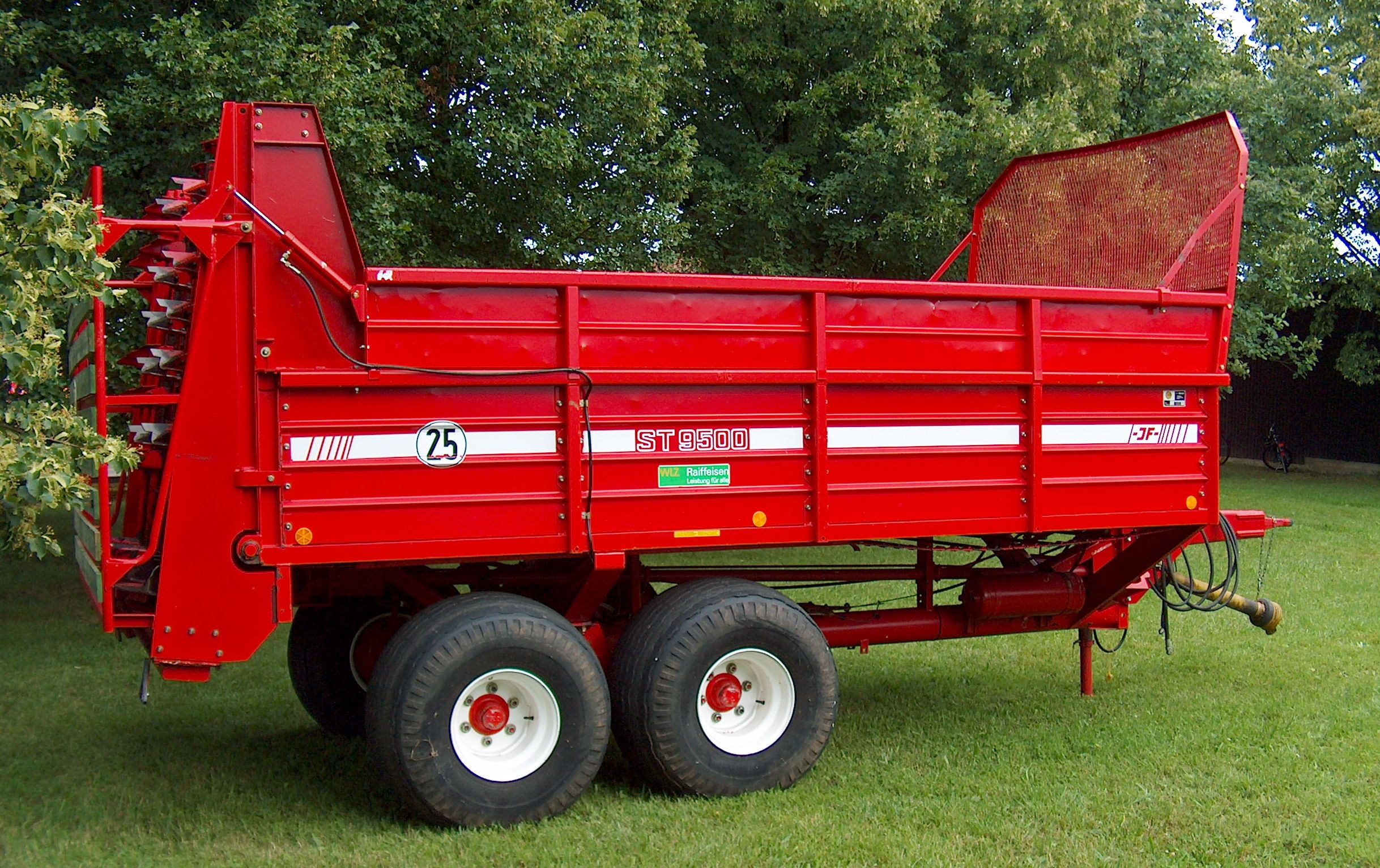
Rozrzutnik obornika z wyrzutem tylnym

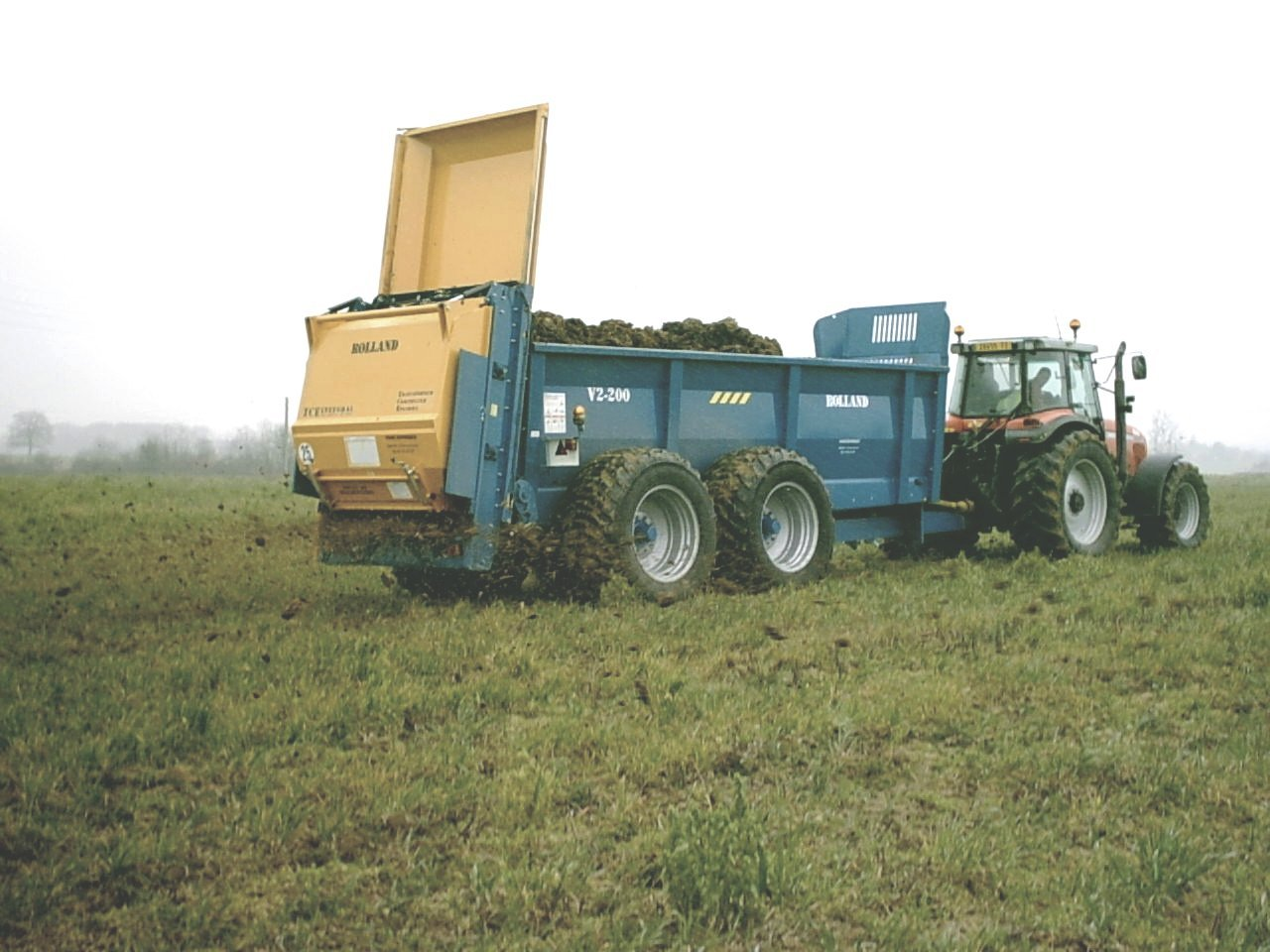
Rozrzutnik obornika w czasie pracy

Roztrząsacz obornika, rozrzutnik obornika – maszyna rolnicza do rozwożenia, rozdrabniania i równomiernego rozrzucania obornika na polu.
Roztrząsacz obornika to maszyna rolnicza skrzynia z przenośnikiem podłogowym, wyposażona w tylnej części w urządzenie rozdrabniające i rozrzucające obornik. Podczas pracy, napędzany przez wał odbioru mocy lub silnikiem hydraulicznym z hydrauliki pojazdu, zespół noży zamocowany na specjalnych wałkach (tzw. adapter) obracając się rozdrabnia i rozrzuca obornik po polu. Wyróżnia się adaptery z wałami poziomymi oraz pionowymi. Przesuwanie obornika w kierunku zespołu rozrzucającego zapewnia taśma składająca się z listew napędzanych łańcuchem albo ścianki przesuwające się razem z podłogą. Zdarza się, że w celu zapewnienia równomierności rozrzucenia obornika łańcuch podajnika napędzany jest od kół jezdnych rozrzutnika, częściej jednak stosuje się napęd zależny od prędkości wałka odbioru mocy lub ostatnio również hydrauliczny napęd posuwu taśmy.
Roztrząsacz może służyć również do nawożenia takimi nawozami naturalnymi jak kompost, torf czy nawozy zielone (świeża masa roślinna). Po zdemontowaniu adapteru i zamontowaniu w jego miejscu burty, rozrzutniki mogą służyć jako przyczepy.
Wyróżnia się roztrząsacze z wyrzutem:
- tylnym,
- przednim,
- bocznym.